# Высокотемпературный реактор
Высокотемпературный реактор — энергетический ядерный реактор, у которого температуры в активной зоне достигают высоких значений (порядка 700°С). Термин несколько условен, так как по существу любой современный энергетический реактор — высокотемпературный. Обычно высокотемпературным реактором называется графито-газовый реактор. Разработка высокотемпературного реактора — перспективное направление энергетического реакторостроения, позволяющее в принципе создать реактор с прямым циклом, то есть работающий непосредственно на газовую турбину.